# بحيرة كناو
بحيرة كناو بحيرة تقع في قضاء رانية في محافظة السليمانية اقليم كوردستان شمال العراق. والتي تبعد حوالي 50 كم عن مركز قضاء رانية.
تسمى أيضًا باسم قوره كو أو البحيرة البنفسجية بسبب لونها العجيب ويرجع سبب لونها إلى أن هذه الظاهرة شائعة في بحيرات مثل هذه حيث أن مياهها ساكنة وتحتوي على نسب عالية من الكبريت مما يؤدي إلى نمو أنواع مختلفة من الطحالب والبكتريا فيها لكن مع ارتفاع درجات الحرارة يقل منسوب المياه وتقل كمية الأكسجين المذاب في الماء لذلك تتخذ الطحالب لوناً يميل إلى البنفسجي أو الأحمر.

## التسمية
تسمى البحيرة بعدة أسماء منها:
- بحيرة كناو
- قوره كو
- البحيرة البنفسجية
- بحيرة رانية (بالكردية: ئاوی گه‌ڕاوانی ڕانیه)‏